# La zona (regreso a Chernóbil)
La Zona (o La Zona (regreso a Chernóbil) es un documental español de 2006 producido por Asun Lasarte y dirigido por Carlos Rodríguez. El documental cuenta las vidas de tres niños ucranianos (cada uno de una localidad diferente) quienes a pesar de vivir fuera de la zona de alienación, sufren los efectos del desastre de Chernóbil de 1986.

## Resumen
El equipo de producción de Rodríguez se dirige a Ucrania para seguir la vida de tres niños cuyas vidas cambiaron tras la explosión de la Central nuclear de Chernóbil y los cuales: Lidya Pidvalna, Anastasia Pavlenko y Andriy Kovalchuk comentan sus sueños y temores del pasado y las esperanzas del futuro.
A lo largo del documental, tanto los pequeños como sus familias viven fuera, pero cerca del área de exclusión. Cada uno dispone de un certificado médico que les acredita como "Niños de Chernóbil" con el que reciben ayuda del Gobierno.
Según palabras de Rodríguez: 

Tras nuestra experiencia en Ucrania, creemos que las consecuencias del desastre nuclear son mayores y más complejas como para llegar a la conclusión de que esta tragedia tendrán simplemente efectos médicos. Cada aspecto de la vida en el área, puede durar varias generaciones.